# Friedrich Silcher (Rechtsanwalt)
Friedrich Silcher (* 3. Oktober 1906 in Reutlingen; † 11. September 1995 in Hamburg) war ein deutscher Rechtsanwalt. Er war ein Urgroßneffe des Volksliederkomponisten Friedrich Silcher.

## Werdegang
Silcher besuchte das Gymnasium in Reutlingen (heute Friedrich-List-Gymnasium Reutlingen) und studierte Rechtswissenschaften in Tübingen, Berlin und Kiel. Seit dem Jahr 1924 war er Mitglied des Corps Suevia Tübingen. Ab 1931 war er in Stuttgart als Rechtsanwalt niedergelassen. Von 1933 bis 1935 war er Jurist bei der Deutschen Pachtbank in Berlin, dann von 1935 bis 1947 Jurist in der Zentralverwaltung der I.G. Farbenindustrie AG.
Im I.G.-Farben-Prozess verteidigte er als Associate Defense Counsel den ehemaligen Chefsyndikus der I.G. Farben August von Knieriem. Nach dessen Freispruch übernahm Silcher die Rechtsabteilung des Werks Leverkusen und wurde 1951 mit Neugründung der Farbenfabriken Bayer AG dort Vorstandsmitglied bis zu seiner Pensionierung im Jahr 1971.
Von 1954 an war er Vizepräsident und von 1962 bis 1967 Präsident der IHK Solingen.
Silcher verstarb 1995 in Hamburg, er wurde dort auf dem Nienstedtener Friedhof beigesetzt.

## Ehrungen
- 1966: Ehrendoktor der juristischen Fakultät der Universität zu Köln
- 1973: Großes Verdienstkreuz der Bundesrepublik Deutschland[2]